# Armeria welwitschii
Armeria welwitschii é uma espécie de planta com flor pertencente à família Plumbaginaceae. Trata-se de uma espécie caméfita cujos habitats preferenciais são areais junto ao mar e em zonas rochosas, dando-se a sua floração entre Março e Julho.
A espécie foi descrita por Pierre Edmond Boissier e foi publicada em Prodromus Systematis Naturalis Regni Vegetabilis 12: 676. 1848.
Os seus nomes comuns são erva-de-curvo, erva-divina e raíz-divina.

## Distribuição
Pode ser encontrada no Centro de Portugal Continental, desde o Cabo Mondego até Cascais.

## Subespécies
Em Portugal ocorrem duas subespécies, ambas endémicas de Portugal Continental:
- Armeria welwitschii Boiss. subsp. cinerea (Boiss. & Welw.) J.C.Costa & Capelo
- Armeria welwitschii Boiss. subsp. welwitschii

As duas subespécies não se encontram protegidas por legislação portuguesa ou da Comunidade Europeia.

## Sinonímia
Segundo o The Plant List, esta espécie tem os seguintes sinónimos:
- Armeria welwitschii var. cinerea (Boiss. & Welw.) Govaerts
- Armeria welwitschii var. diversifolia Franco
- Armeria welwitschii var. longibracteata Daveau
- Armeria welwitschii var. platyphylla Daveau
- Armeria welwitschii var. stenophylla Daveau

A Flora Digital de Portugal aponta a seguinte sinonímia:
- Armeria cinerea Boiss. et Welw. in Boiss. et Reut.
- Armeria maritima Willd. subsp. welwitschii (Boiss.) Bernis var. typica Bernis f. cinerea (Boiss.)
- Armeria maritima Willd. subsp. welwitschii (Boiss.) Bernis var. typica Bernis f. originaria Berni
- Armeria platyphylla (Daveau) Franco
- Armeria welwitschii Boiss. var. diversifolia Franco
- Armeria welwitschii Boiss. var. platyphylla Daveau

A Euro+Med Plantbase indica também como sinónimo Statice welwitschii (Boiss.) Samp.

## Híbridos
Segundo o IPNI, esta espécie forma um híbrido com Armeria pseudoarmeria, formando Armeria x sintrana.